# Ortrud Sturm

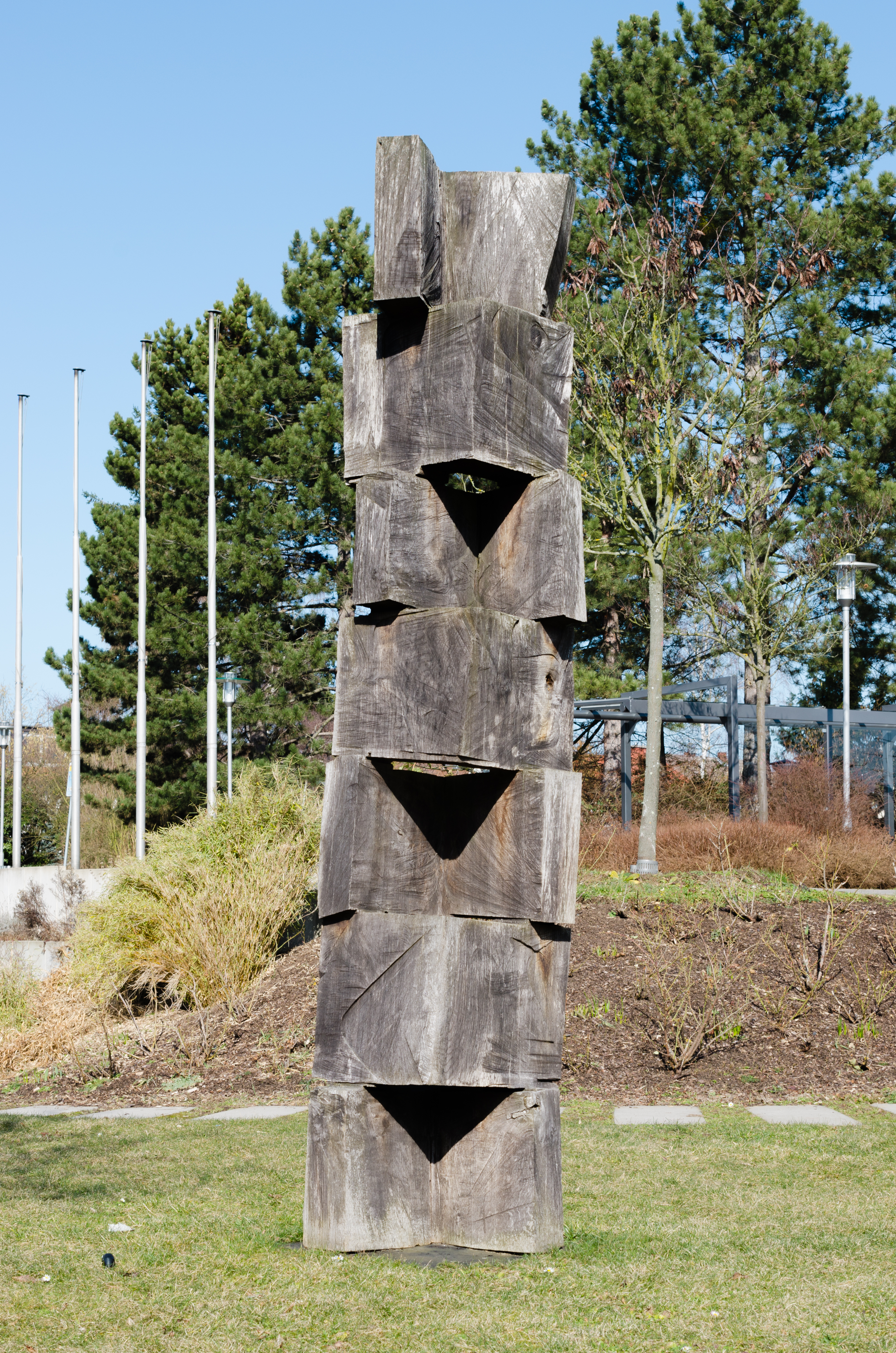
Eck-Räume (2005), Eiche, Mörfelden-Walldorf

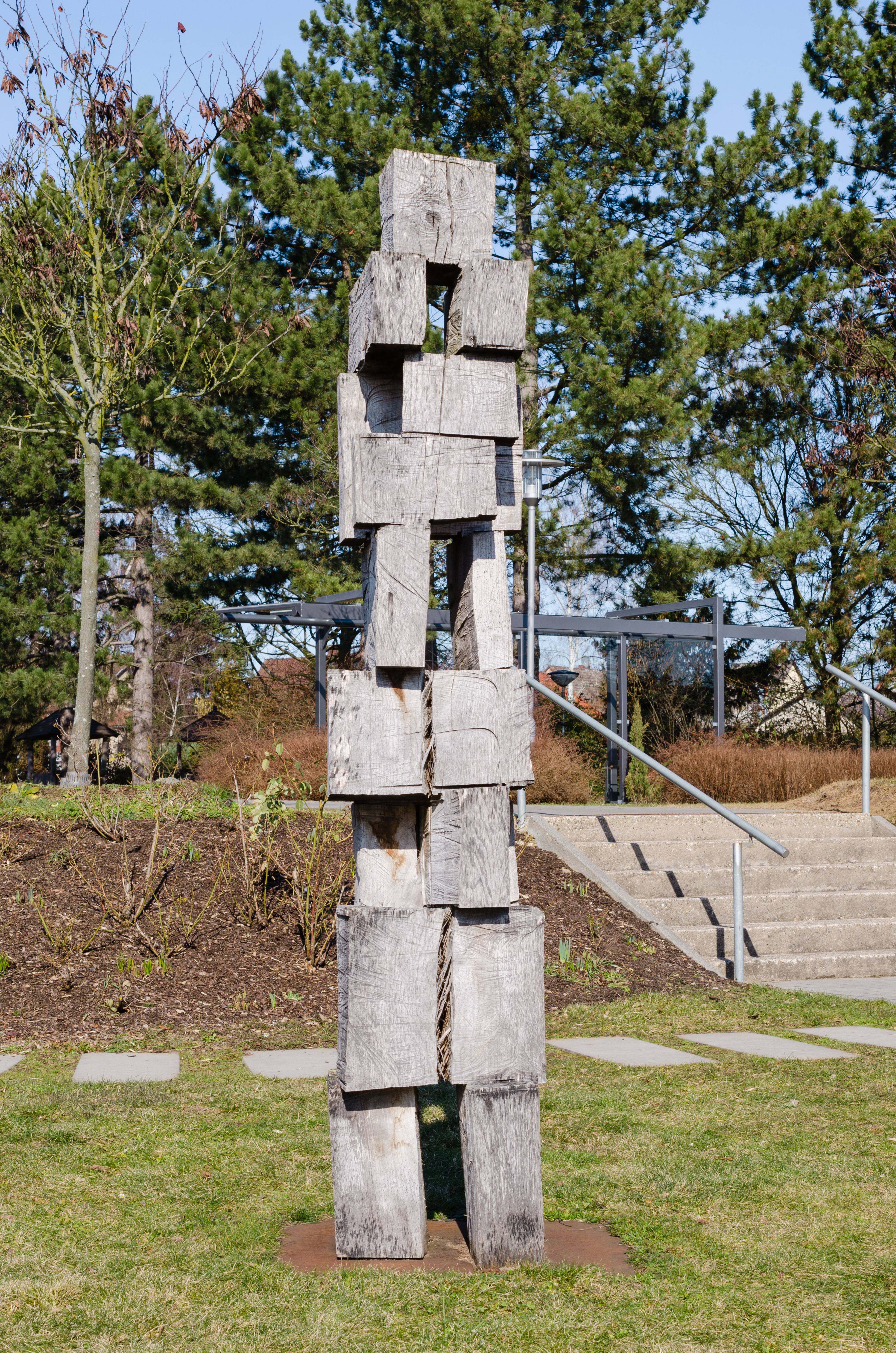
Balance-Spiel (2008), Esche, Mörfelden-Walldorf

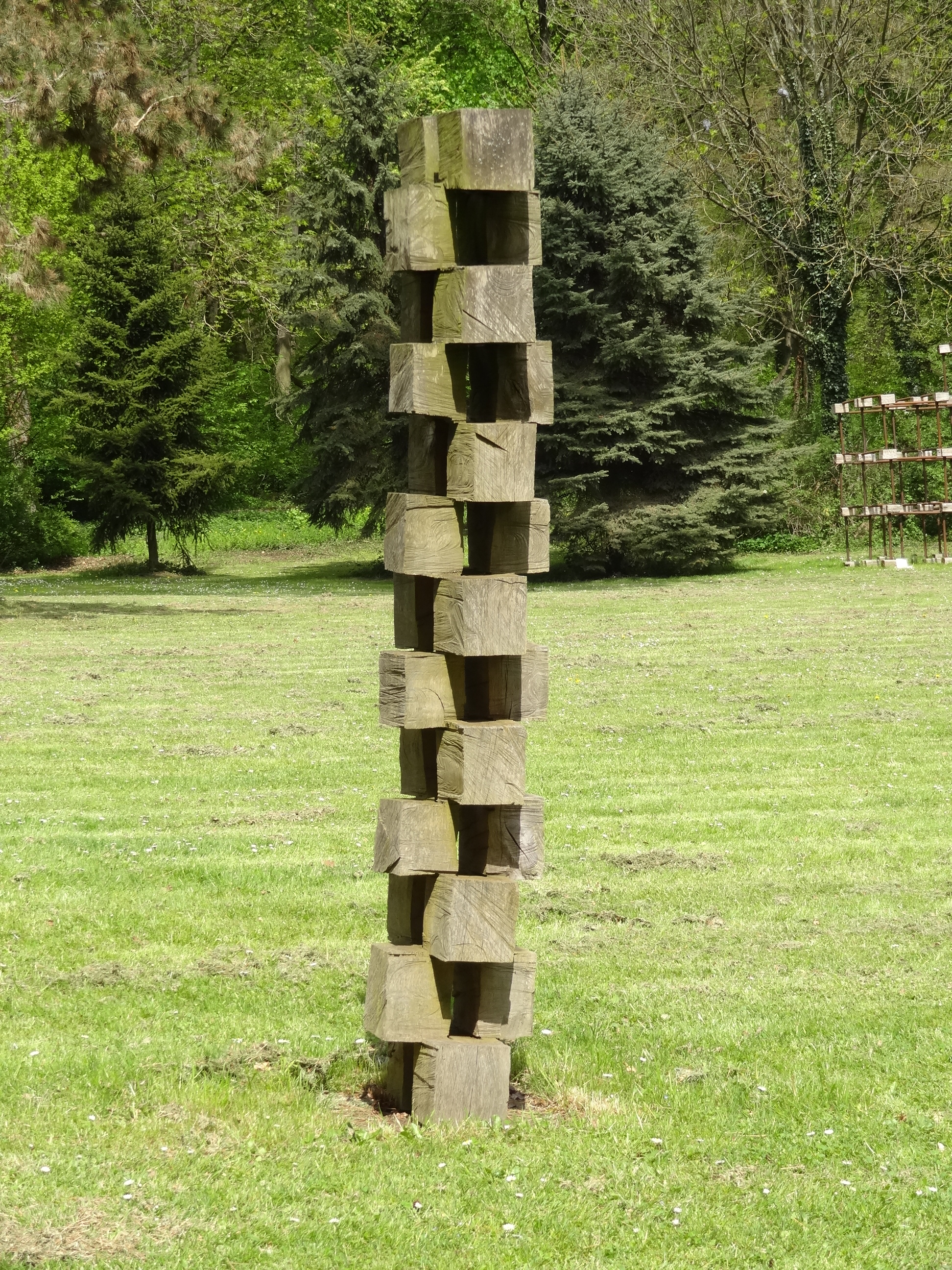
Quadrat-Würfel (2009), Eiche, Bad Salzhausen

Ortrud Sturm (* 1959 in Altheim (Münster)) ist eine deutsche Holzbildhauerin der abstrakten Kunst.

## Leben
Sturm absolvierte 1976 bis 1979 eine Ausbildung zur Holzbildhauerin, von 1984 bis 1986 folgte ein Studium der Bildhauerei an der Werkkunstschule Flensburg.
Seit 1997 nahm Sturm an zahlreichen Bildhauersymposien teil, zuletzt 2010 am Bildhauersymposium Bindung – Verbindung in Schwerte / Ruhr,
2011 am Bildhauersymposium Luttach, Ahrntal (Italien) sowie an Sites en Ligne, Künstlersymposium Silly (Belgien), 2012.
Sturm lebt und arbeitet in Rödermark-Urberach.

### Auszeichnungen
- 2008 1. Preisträger des WOAR Symposium, Bad Goisern / Österreich[3]
- 2002 1. Preisträgerin Skulpturen im Park, Mörfelden-Walldorf
- 1989 Preis des internationalen Wettbewerbs Figur und Fläche des Deutschen Elfenbeinmuseums, Erbach / Odenwald

### Ausstellungen (Auswahl)
Zu den mit «K» gekennzeichneten Ausstellungen erschien ein Katalog.
Bei den mit «E» gekennzeichneten Ausstellungen handelt es sich um Einzelausstellungen.
- 2014 Damenbau, Staatspark Fürstenlager, Bensheim-Auerbach, 2. Mai bis 18. Mai 2014 (mit Joachim Kuhlmann)
- 2013 Heussenstamm-Galerie Stadtgalerie Frankfurt am MainE
- 2011 Lutago, Italien; BBK-Galerie im Kulturspeicher Würzburg
- 2010 Evangelische Stadtakademie DarmstadtE
- 2009 Kloster Wechterswinkel / Rhön (internationale Ausstellung Ungarn / Deutschland)
- 2008 Galerie Skulpturenpark KatzowE
- 2007 Kunstverein Artlantis, Bad HomburgE
- 2005 Gmunden, Österreich; Kunsthalle Gießen
- 2003 Remisengalerie, Hanauer KulturvereinE; Kommunale Galerie, Stadt Mörfelden-WalldorfE
- 2002 Staatspark Fürstenlager Bensheim-AuerbachE
- 2001 Goethe-Institut, FrankfurtE; Kommunale Galerie der Stadt DarmstadtE
- 2000 Galerie K, Darmstadt-WeiterstadtE; Galerie KunstWerk, Frankfurt am MainK
- 1999 Kunststation Kleinsassen / Rhön; Deutsches Ledermuseum Offenbach
- 1998 Finanzministerium Nordrhein-Westfalen, DüsseldorfE
- 1997 Galerie Hubert, MannheimE; Galerie Engel im Thal, Frankfurt am MainE
- 1996 Institut für Medien und Kunst im Heinrich-Hansen-Haus der IG Medien, Lage-HörsteE
- 1994 Goldspuren, Scheunengalerie, Ober-RamstadtE
- 1993 Jurierte Ausstellung Widerpart – Künstler im Dialog, Kunstraum AB, Neuer Kunstverein AschaffenburgK

## Werk
Nachdem sie zu Beginn ihrer künstlerischen Laufbahn auch in Plexiglas, Edelstein und mit Eisenguss arbeitete, konzentriert sich Sturm seit etwa Mitte der 1990er Jahre auf das Material Holz. Bekannt wurde sie insbesondere durch ihre Türme, die – obgleich sie den Anschein erwecken, aus einzelnen Elementen etagenweise zusammengesetzt zu sein – seit etwa 2003 alle mit der Kettensäge aus dem Stamm gesägt sind. Die Oberflächenstrukturen, die die Kettensäge zurücklässt, setzt Sturm dabei bewusst als Ausdrucksmittel ein. Die rhythmische Gliederung der Türme tritt oft in ein Spannungsverhältnis mit einer Brechung der Symmetrie.

„‚Ich richte mich nach dem Holz, nicht umgekehrt...‘“

### Werke im öffentlichen Raum (Auswahl)
- 2003 Drei Türme. Seligenstadt[4]
- 2003 Turm 1 + 2. Rathaus Walldorf
- 2005 Eck-Räume. Bürgerhaus Mörfelden
- 2006 Himmelfluss. Skulpturenpark Katzow[5]
- 2008 Balance-Spiel. Bürgerhaus Mörfelden
- 2008 Stapelbalance. Österreichische Bundesforste, Schloss Neuwildenstein, Bad Goisern